# Stephan Alexander Würdtwein

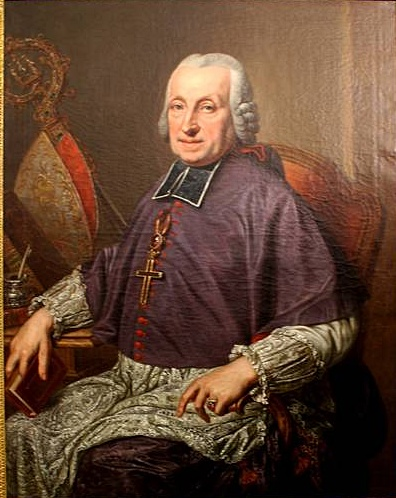
Bischof Stephan Alexander Würdtwein; Gemälde von Johann Wilhelm Hoffnas

Stephan Alexander Würdtwein (* 1719 in Amorbach; † 11. April 1796 in Ladenburg) war Theologe, Weihbischof von Worms, Kirchengeschichtler und Erforscher der Geschichte der Stadt Mainz.

## Leben und geistliche Ausbildung

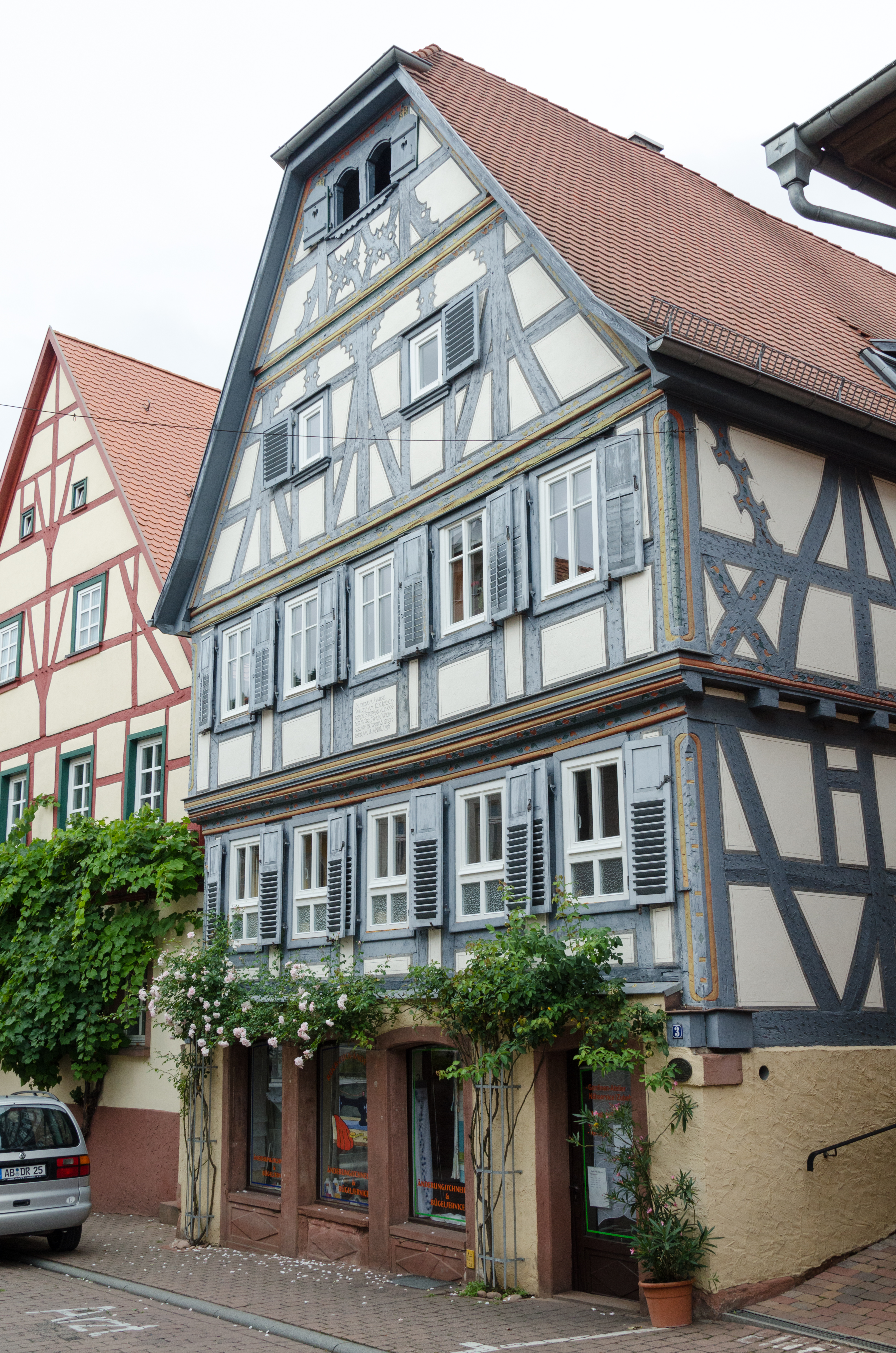
Würdtweins Geburtshaus in der Pfarrgasse 3 in Amorbach

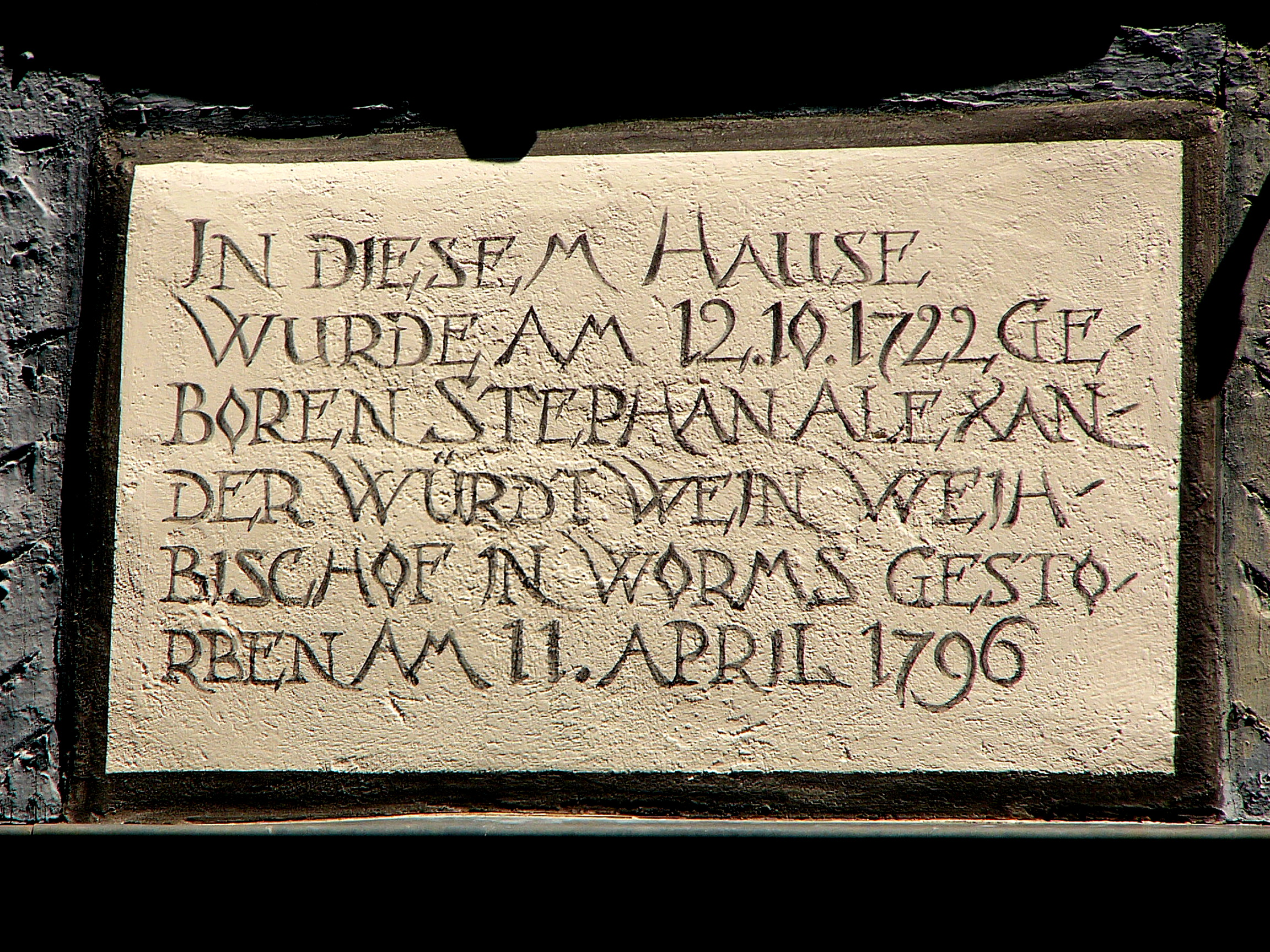
Gedenktafel am Würdtweins Geburtshaus

Würdtwein wurde als dritter Sohn des kurfürstlich mainzischen Stadt- und Amtsvogteischreibers Ferdinand Kasimir Würdtwein und dessen Ehefrau Magdalene (geborene Marklein) im unterfränkischen Amorbach geboren. Er besuchte die Klosterschule Amorbach und später das von Jesuiten geleitete Kronberg-Gymnasium Aschaffenburg.
Während seines Studiums an der Universität Heidelberg von 1738 bis 1743 belegte er die Fächer Philosophie, Katholische Theologie und Kanonisches Recht. Während seines Studiums wohnte er in dem nach Karl Borromäus benannten Theologenkonvikt, das Karl III. Philipp von der Pfalz gegründet hatte, um begabten Menschen eine Ausbildung zu ermöglichen. Würdtwein erwarb die akademischen Grade Baccalaureus Artium und Magister Philosophiae und beschäftigte sich mit dem Thomismus.
Danach studierte er Kanonisches Recht und Dogmatik, bildete sich im römisch-katholischen Priesterseminar des Bistums Mainz weiter und wurde am 18. Juli 1745 zum Priester geweiht. Nach seinem Kaplanat in Bingen von 1746 bis 1747 erhielt er das Altarbenefiziat in Werbach an der Tauber.
Bereits 1750 war er zurück in Mainz und studierte dort bis 1752 Kirchenrecht an der Universität Mainz.

## Karriere im Erzstift Mainz

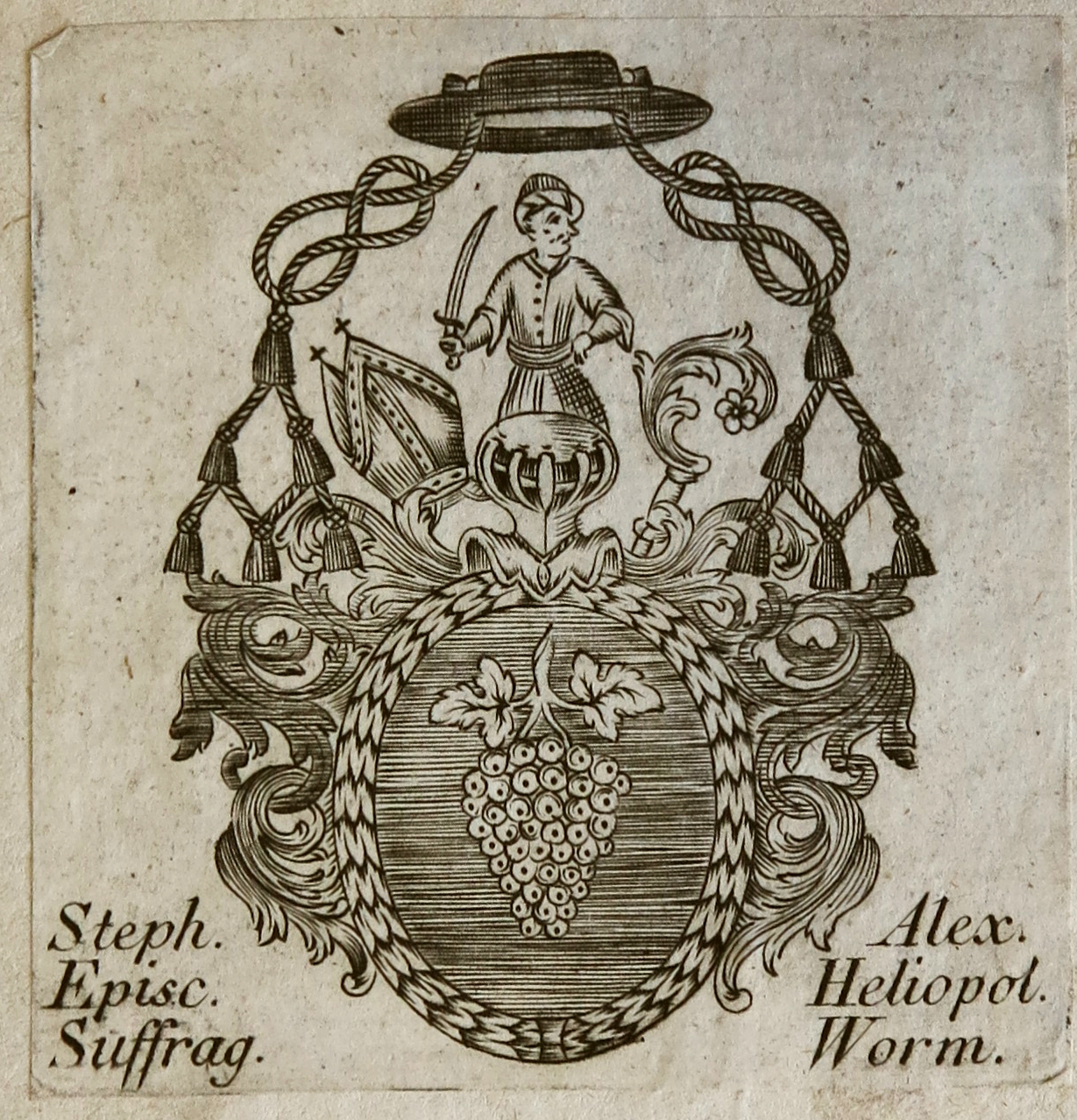
Exlibris Stephan Alexander Würdtwein

Würdtwein diente unter den Erzbischöfen Johann Friedrich Karl von Ostein, Emmerich Joseph von Breidbach zu Bürresheim und Friedrich Karl Joseph von Erthal, dem letzten Kurfürst und Erzbischof des alten Mainz und ancien régimes.
Kurfürst Johann Friedrich Karl von Ostein, der ebenfalls aus Amorbach stammte, bestimmte ihn zum Erzieher seines Neffen Philipp Karl und verschaffte ihm 1751 eine Domizellarius-Präbende am Stift St. Maria ad Gradus. Dort war er zwischen 1762 und 1783 auch Dekan. 
Durch sein ausführliches Studium des kanonischen Rechtes befähigt, wurde er 1758 Geistlicher Rat und in das Generalvikariat, die zentrale Verwaltungsbehörde des Erzstifts, berufen. Hier brachte er es 1767 bis zum Fiskalis maior, einem Amt zur Überwachung des religiös-sittlichen Lebens und zur Ahndung der Nichtbefolgung geistlicher Verordnungen. 1770 wurde er schließlich Offizial, der neben dem Generalvikar der höchste geistliche Beamte im Erzstift war. Besonders im kirchlichen Eherecht und in kirchlichen Rechtsangelegenheiten suchte man seinen Rat.
1783 wurde er Weihbischof und Provikar des Bistums Worms. Seiner Ernennung erfolgte am 18. Juli 1783, die Bischofsweihe zum Titularbischof von Heliopolis in Augustamnica erhielt er am 31. August 1783 durch den Mainzer Kurfürst-Erzbischof Friedrich Karl Joseph von Erthal.

## Publizistische Tätigkeit

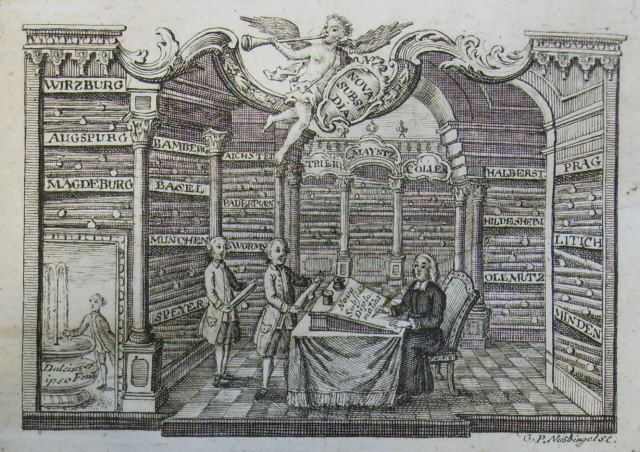
Stephan Alexander Würdtwein in seinem Urkundenarchiv. Zeitgenössischer Stich von Georg Paul Nussbiegel (1713–1776)

Stephan Alexander Würdtwein genoss bereits zu Lebzeiten ein großes Ansehen. Seine historische Sammel-, Forschungs- und Schriftstellerarbeit galt als bahnbrechend für die kirchen- und landesgeschichtliche Quellenforschung. Da die Kurmainzer Archivalien im Lauf der Geschichte zerstreut und teilweise vernichtet wurden, kommt seinem Werk innerhalb der Germania Sacra grundlegende Bedeutung zu. Er fand Anerkennung durch die Aufnahme als außerordentliches Mitglied in die Kurpfälzische Akademie der Wissenschaften 1765 (Ehrenmitglied 1784), 1776 Mitglied der Akademie gemeinnütziger Wissenschaften zu Erfurt und 1781 in die bayerische Akademie der Wissenschaften in München.

## Nachlass
Rund 800 Bände aus der Gelehrtenbibliothek Würdtweins befinden sich geschlossen in der Martinus-Bibliothek. Im Rahmen eines DFG-Projekts werden am Beispiel von Stephan Alexander Würdtwein Pränumerationen und Briefwechsel als Prinzipien wissenschaftlichen Publizierens im 18. Jh. am Mainzer Institut für Buchwissenschaft erforscht.
Ein Porträt des berühmten Gelehrten aus dem Jahre 1784 vom kurpfälzischen Hofmaler Johann Wilhelm Hoffnas (1727–1795) wurde durch den Mainzer Buchwissenschaftler Franz Stephan Pelgen in Worms entdeckt, in neunmonatiger Arbeit durch die Restauratorin, Benediktinerschwester Johanna aus dem Kloster Engelthal restauriert und befindet sich seit Juni 2012 als Dauerleihgabe der Stadt Worms in der theologischen Martinus-Bibliothek in Mainz, Grebenstr. 8. Der Porträtierte trägt Chorherrenkleidung und hält ein Buch in der Hand, dessen Lektüre er gerade unterbrechen zu scheint.

## Werke

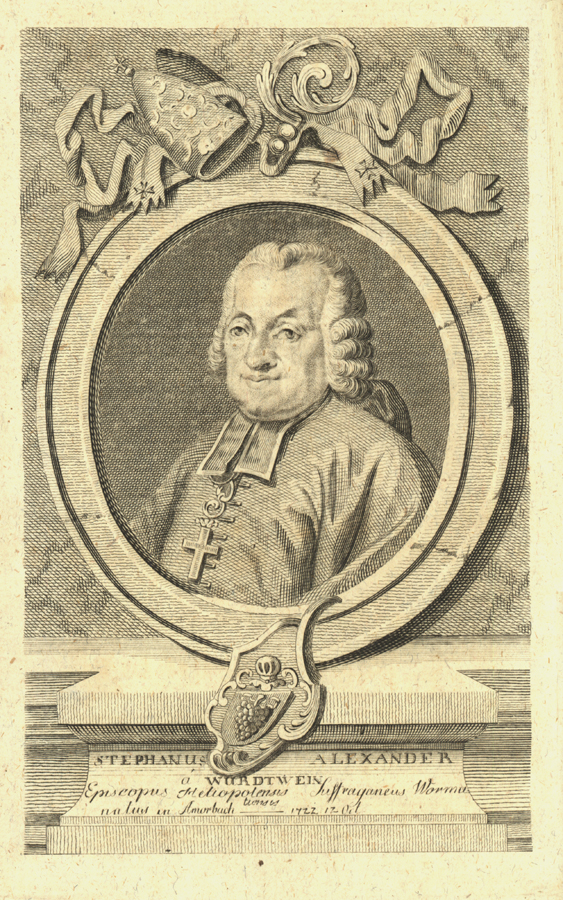
Bischof Stephan Alexander Würdtwein

- Elenchus conciliorum Moguntinorum (1761)
- Concilia Moguntina (1766)
- Tres epistulae ad L.B. Karl Ant. de Dalberg de conciliis Moguntinis (1766)
- Notitiae Historico diplomaticae de Abbatia Ilbenstad Ordinus Praemonstratensis in Wetteravia (1766)
- Dioecesis Moguntina in Archidiaconatus distincta I-IV (1767–1790)
- Mainzer Münzen des mittleren und jüngeren Zeitalters zum Behuf der Geschichte des Vatterlandes, Mannheim 1769. Digitalisat bei der Bayerischen Staatsbibliothek
- De baptisterio Moguntino, 1771
- Subsidia diplomatica I-XIII, 1772–1780 (Nachdruck 1969)
- Ad rei diplomaticae cultores Epistola de datis diplomatum, 1776
- Ad Concordata Germaniae I-IV, 1776–1778
- Nova Subsidia Diplomatica I-XIV, 1781–1792 (Nachdruck 1969)
- Commentatio historico-liturgica de stationibus ecclesiae Moguntinae, 1782
- Nero Claudius Drusus Germanicus, Moguntiacae superioris Germaniae metropolis conditor, 1782
- Diplomataria Maguntina I-II, 1786–1789
- Bibliotheca Moguntina, 1787
- Kriege u. Fehdeschaften des edeln Franz von Sickingen, 1787
- Manipulus chartarum XVI, Palatinorum Rhenicomitum historiam illustrantium cum notis, 1787
- Epistolae St. Bonifacii, 1789
- Abh. über den literar. Zusammenhang der jetzigen u. vorigen Zeiten in der Pfalz, 1791
- Monasticon Palatinum I-VI, 1792–1796
- Monasticon Wormatiense, Ladenburg 1795
- Chronicon diplomaticon Monasterii Schoenau in Sylva Odoniana ord. Cisterciensis, 1793